# Antífona

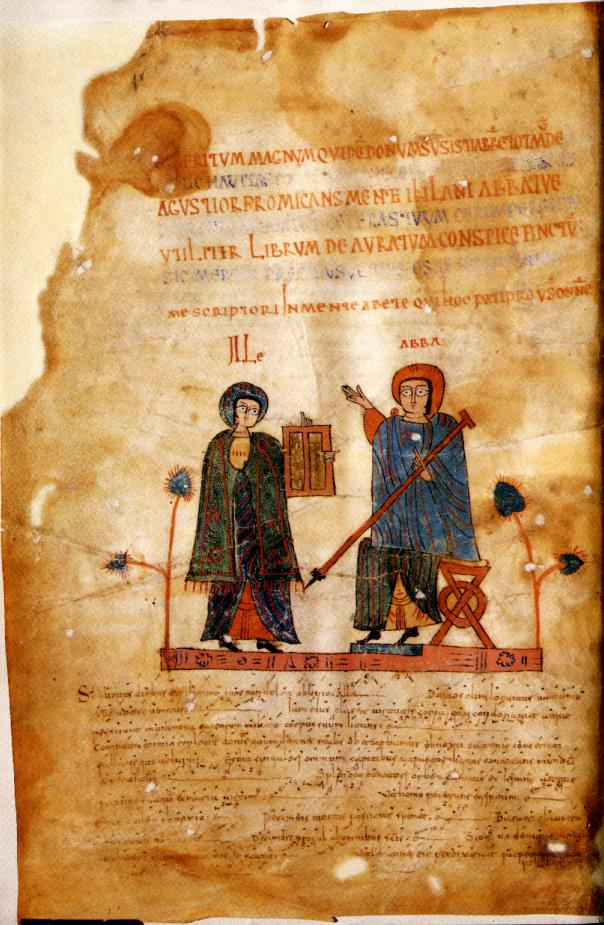
Pàgina de l'antifonari de León, que conté antífones de la litúrgia mossàrab en notació neumàtica també mossàrab

Una antífona (del grec antiphonê, que vol dir «que respon a») és la tornada, sovint breu i habitualment cantada, que es fa abans i després d'un salm, o més rarament, entre les estrofes d'un himne. Musicalment, l'antífona és una forma anterior a la tornada musical.
La tonalitat musical de l'antífona imposa la del salm (vegeu Oktoekhos). Musicalment, l'antífona posa el cor en l'ambient modal o tonal del salm (quan és cantada abans del salm). Espiritualment, constitueix un comentari en el text del salm, al qual dona un enllumenat particular.
Generalment, l'antífona és ella mateixa manllevada del salm per indicar quin aspecte de la litúrgia del dia es vol destacar. El text de l'antífona també pot ser agafat d'algun altre lloc de la Bíblia o d'algun altre text de la tradició cristiana, sempre amb relació al contingut de les lectures del breviari o de la missa, o amb la festa celebrada.
En el repertori del cant gregorià, l'antífona correspon a dos gèneres independents:
- l'antífona del salm, cantada amb versicles
- l'antífona lliure, que és una pregària posada en música i sense versicles associats.

## Antífona del salm

### Ritu doble, semidoble i senzill
L'antífona sempre és cantada sencera al final del salm, excepte en la salmòdia in directum que es caracteritza precisament per l'absència d'antífona. La manera de cantar l'antífona al començament del salm dona el nom al ritu:
- En el ritu doble, l'antífona és cantada dues vegades, una d'elles integralment abans del salm. Aquesta fórmula és similar a la de l'introit.
- En el ritu semidoble, l'antífona és cantada abans del salm i sols una part; així escurçada s'adapta correctament al salm que ha de seguir. Per raons estètiques, si no és el cas, pot ser cantada integralment, o en el cas d'antífones llargues, tota la primera frase.
- En el ritu senzill l'antífona no es canta al començament sinó al final del salm i un sol cop.

En les hores en què es canten tres salms (prima, terça, sexta, nona i completes), aquests sempre són cantats seguint el ritu semidoble.

### Salmòdia responsorial
La salmòdia s'anomena responsorial quan tota o una part de l'antífona és cantada després de cada verset o estrofa. Aquesta fórmula s'anomena responsorial, perquè la multitud responia amb l'antífona al cant del verset executat pel cor. Aquesta activitat repetitiva va generar l'expressió familiar de "és sempre la mateixa antífona", per significar una lassitud de cara a un discurs repetit. És una fórmula molt corrent actualment, d'acord amb l'ús modern de la tornada.
En el cant dels salms, l'antífona pot ser represa al final de cada verset, per indicar particularment la solemnitat, o per a processons particularment llargues. Si l'antífona no és massa complexa, pot ser represa per la multitud, i el cor només canta els versets.
Fora d'aquests casos, l'antífona no és repetida entre els versicles i sol ser executada pels que preparen musicalment la cerimònia, el solista o el cor.
Existeix un cas particular quan entre cada estrofa del salm invitatoire, es canten alternativament l'antífona sencera (estrofes senars) o el final de l'antífona (estrofes parelles).

## Antífona lliure
A més a més de l'antífona del salm, el cant gregorià designa igualment per antífona el que és, de fet, una pregària cantada, sense salm associat. L'oració Ave Maria pot així ser cantada en forma d'antífona.
Hi ha quatre antífones marianes cèlebres en el catolicisme, en principi associades a temps litúrgics precisos :
- Alma Redemptoris Mater, per al temps de l'Advent i de Nadal (fins a la candelera)
- L'antífona de quaresma Ave regina coelorum, cantada des de la candelera fins al dimecres sant,
- L'antífona pasqual Regina Coeli, cantada fins a la Pentecosta
- I finalment la més coneguda, la Salve Regina, cantada la resta de l'any.

## Gènere musical
Les antífones cantades durant els oficis són generalment bastant senzilles i curtes, d'estil sil·làbic. Només les antífones del Magníficat són una mica més adornades, generalment neumàtiques.
Aquestes antífones de l'ofici són reunides en un antifonari. Al contrari, les antífones de la missa són molt més adornades, i el salm associat està reduït a la seva expressió més simple, generalment un verset i molt rarament més.
L'estructura antifonari també es troba en les seqüències gregorianes.